# Vincent J. Freda
Vincent J. Freda (* 16. Dezember 1927 in New Haven (Connecticut); † 7. Mai 2003 in Manhattan) war ein US-amerikanischer Mediziner (Gynäkologe, Chirurg), bekannt für die Entwicklung einer Impfung gegen Rhesusfaktor-Unverträglichkeit bei schwangeren Frauen mit William Pollack und John G. Gorman.
Freda studierte an der Columbia University und der New York University School of Medicine. Er war Chirurg bei der U.S. Air Force, bevor er sich der Gynäkologie zuwandte und arbeitete am Columbia Presbyterian Hospital in New York.
Als Schüler von Alexander Solomon Wiener, dem Mitentdecker des Rhesusfaktors, war er schon früh mit den Komplikationen aus der Rhesusfaktorunverträglichkeit von Mutter und Fötus befasst und erprobte dabei als einer der Ersten chirurgische Eingriffe (Bluttransfusion am Fötus, Bestimmung von dessen Blutgruppe mit Amniozentese). In den 1960er Jahren entwickelte er mit Gorman und Pollack den Rhesusfaktor-Impfstoff, der als Rho-GAM bekannt war. 1980 erhielten sie dafür mit Ronald Finn, Cyril A. Clarke (die unabhängig in Großbritannien an der Entwicklung arbeiteten) den Lasker~DeBakey Clinical Medical Research Award. Freda verfolgte mit Gorman die Idee, die Antikörper-Bildung der Mutter zu unterbinden, indem rechtzeitig Rhesusfaktor-Antikörper injiziert wurden. Pollack stellte den Antikörper-Impfstoff zur Verfügung. Sie testeten den Impfstoff an freiwilligen Gefangenen in Sing Sing und um 1964 war der Erfolg des Konzepts klar. Es folgten klinische Studien und die Einführung des Impfstoffs 1969.
Freda gründete eine der ersten Kliniken in den USA für Mütter mit Rhesusfaktor-Gefährdung.